# Corno Nero (Alpy Pennińskie)
Corno Nero (niem. Schwarzhorn) – szczyt w masywie Monte Rosa w Alpach Pennieńskich. Leży w północnych Włoszech na granicy regionów Dolina Aosty i Piemont w pobliżu granicy ze Szwajcarią. Jest to charakterystyczny skalny wierzchołek, pięknie położony na południe od Ludwigshöhe.
Pierwszego wejścia dokonali Marco Maglionini, Albert de Rothschild, Eduard Cupelin, Peter Knubel i Nikolaus Knubel 18 sierpnia 1873 r.

## Droga
Na szczyt można dojść ze schroniska Capana Margherita (4554 m), Rifugio Citta di Mantova (3498 m), Capanna Gnifetti (3611 m) oraz Bivacco Felice Giordano (4167 m).

## Trudności
Droga technicznie oceniana jest na stopień PD (PD = fr. peu difficile – nieco trudny). Podejście strome, ale niedługą ścianą północno-zachodnią lub skalną granią południowo-zachodnią na wierzchołek. Śnieg, nachylenie 45 stopni oraz górna część skalista sprawia, że jest to bardzo ciekawy wierzchołek.